# Stichopogon rubzovi
Stichopogon rubzovi là một loài ruồi trong họ Asilidae. Stichopogon rubzovi được Lehr miêu tả năm 1975. Loài này phân bố ở vùng Cổ Bắc giới và châu Á.